# معماری حافظه فقط پنهان
معماری حافظه فقط پنهان یا کوما (به انگلیسی: Cache only memory architecture (COMA)) سازماندهی از حافظۀ
رایانه و مورد استفاده در چندپردازشگرهایی می‌باشد که حافظۀ محلی (معمولاً دی‌رم) در هر گره به صورت پنهان به‌کار رفته است. این امر با آنکه از حافظۀ محلی به عنوان حافظۀ اصلی استفاده شود، مانند سازماندهی نوما در تضاد است.
در نوما، هر آدرسی در فضای جهانی آدرس به یک گرۀ خانۀ ثابت اختصاص داده شده است. زمانی که پردازشگرها به مقداری داده دست پیدا می‌کنند، یه نسخه از آن را در حافظه پنهان خود کپی می‌کنند اما فضا به گرۀ خانه اختصاص داده می‌شود. در عوض با کوما، خانه‌ای وجود ندارد. دسترسی از یک گرۀ دور ممکن است داده را منتقل کند. در مقایسه با نوما، این کار تعداد کپی‌های بی‌مصرف را کاهش داده و اکان استفادۀ بهتری را از منابع حافظه فراهم می‌کند. از طرفی دیگر، مشکلاتی چون پیدا کردن دادۀ خاصی را ایجاد کرده (زیرا دیگر گرۀ خانه‌ای وجود ندارد) و مسئلۀ چه‌کار کردن در صورت پر شدن حافظه پیش می‌آید (برای منتقل کردن بعضی از داده‌ها به حافظۀ محلی لازم است تا بعضی از دیگر داده‌ها خارج شوند و خانه‌ای ندارند که به آن بروند). مکانیزم‌های سخت‌افزاری انسجام حافظه معمولاً برای انجام انتقال استفاده می‌شوند.
تحقیقات بسیار زیادی پیرامون این مشکلات انجام شد. حالت‌های متفاوتی از دایرکتوری، سیاست‌های نگه‌داری فضای خالی در حافظه‌های محلی، سیاست‌های انتقال و سیاست‌هایی برای نسخه‌های فقط خواندنی ایجاد شدند. سازماندهی‌های پیوندی نوما-کوما نیز پیشنهاد شدند مانند نومای انفعالی، که به صفحات اجازه می‌دهد تا با حالت نوما شروع شوند و در صورت مناسب بودن و اجرا شدن در وایلدفایر، به کوما عوض شوند.

## همچنین بنگرید به
- حافظه دسترسی غیریکپارچه
- حافظه دسترسی یکپارچه